# Eisregen
Unter Eisregen (in der synoptischen Meteorologie gefrierender Regen, im allgemeinen Sprachgebrauch auch Blitzeis, in Begleitung eines Starkwindereignisses auch Eissturm) versteht man ein Wetterereignis, bei dem Regen innerhalb kürzester Zeit am Boden friert. Das kann zu schwerer Winterglätte führen, in Extremfällen werden alle Oberflächen von dickem Eis überzogen, was zu Eisbruch von Bäumen, Bauten oder Anlagen führt.

## Ursachen

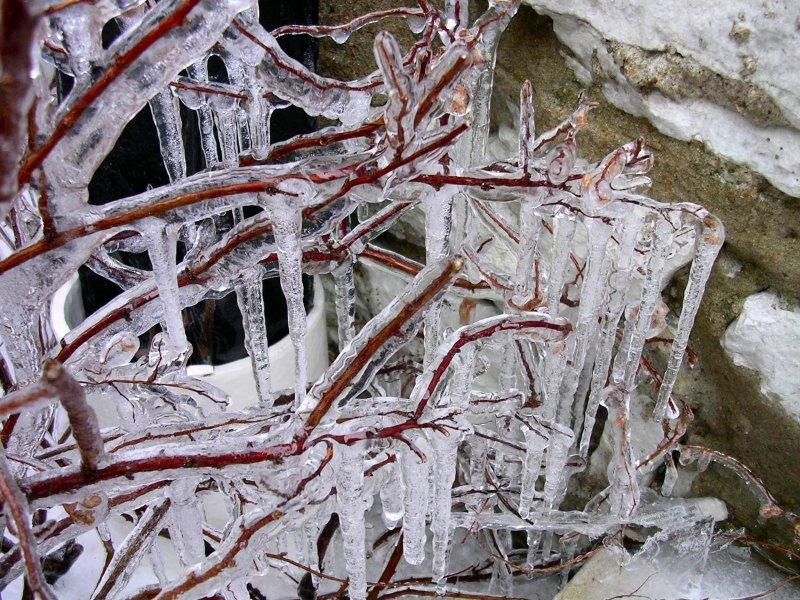
Eiskruste (Glatteis im engeren Sinne, Klareis) um das Geäst eines Strauches nach Eisregen

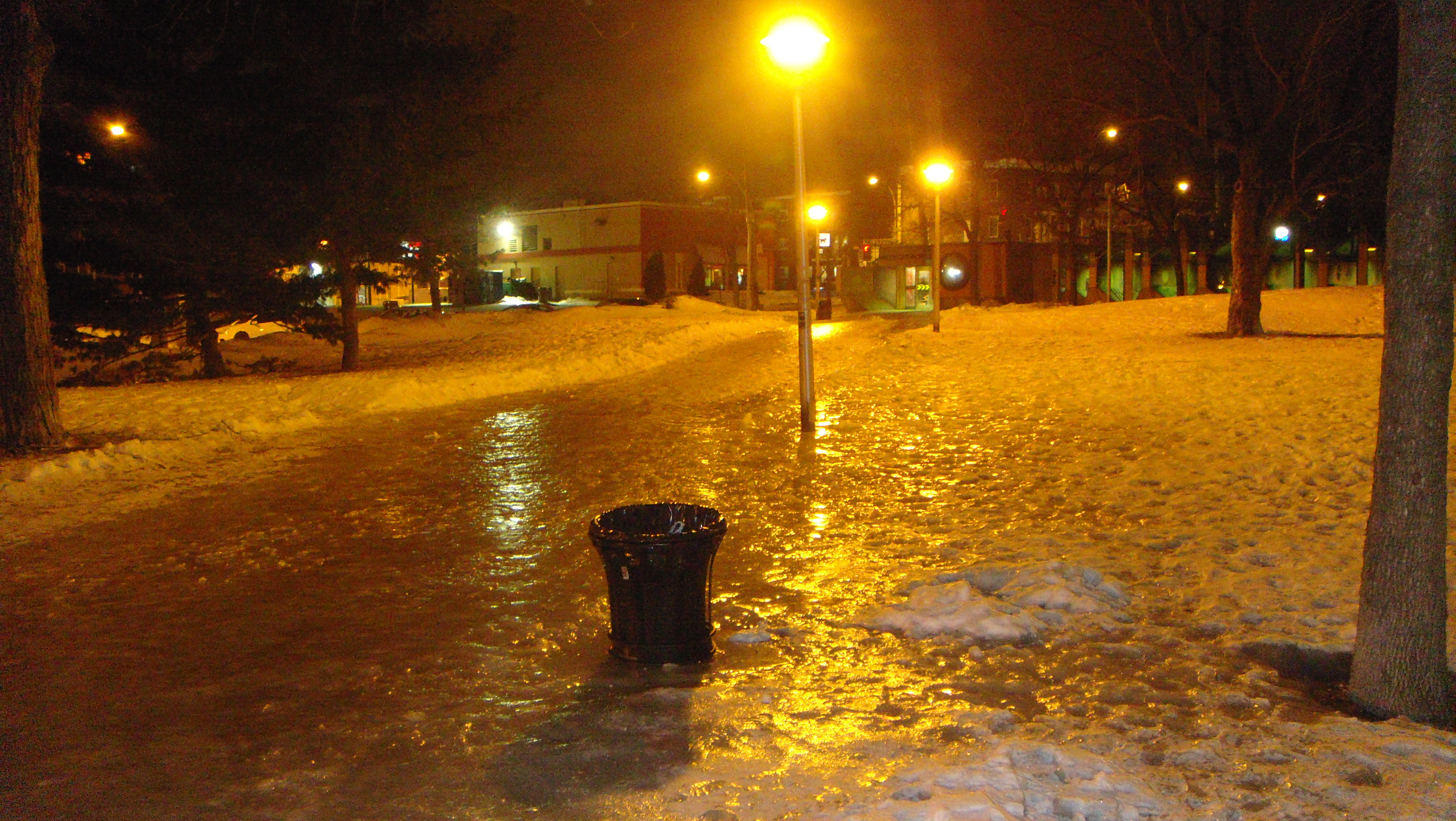
Charakteristische Glatteisbildung nach Regen auf begangenen Wegen, der lose Schnee bindet den Niederschlag zu Harsch

Atmosphärenphysikalisch betrachtet sind drei Fälle zu unterscheiden:
- Wenn normale Regentropfen auf dem gefrorenen Boden sofort gefrieren, wird dies als gefrierender Regen (im engeren Sinne) oder Raueis bezeichnet.
- Wenn thermodynamisch unterkühlte Regentropfen beim Auftreffen auf den Boden schlagartig gefrieren, spricht man von unterkühltem Regen[1] oder Klareis respektive Glatteis (im engeren Sinne). Dabei haben die Tropfen unter Null Grad Wassertemperatur, aber noch keinen Auslöser gefunden, zu kristallisieren. Das passiert durch den mechanischen Impuls schlagartig.[2]
- Der dritte Fall, dass die Tropfen schon in der Luft frieren und kristallisieren.[1] Von „Eisregen“ spricht man dabei im Übergangsbereich zwischen Regen und Schneefall (etwa Graupel) oder Regen und Hagel (und im Speziellen Eisregen für Eiskorn-Niederschlag). Manche Sorten können ebenfalls am Boden zusammenfrieren.

Eisregen gehört zur Gruppe der Hydrometeore und zu den wetterbedingten Eisablagerungen. Die Ausdrücke Klareis/Glatteis (englisch glaze) und Rauheis beschreiben, dass bei ersterer Form kompaktes, durchscheinendes Eis entsteht, bei letzterer solches mit Lufteinschlüssen oder vielfachen Kristallgrenzen.
In der synoptischen Meteorologie (Wettervorhersage) unterscheidet man hingegen primär Eisregen aus Sprühregen und aus normalem Regen, ersterer ist typischerweise der, der bei Tieftemperatur am Boden zu Vereisung führt, weil die sehr kleinen Tröpfchen viel schneller gefrieren.
Eisregen entsteht typischerweise, wenn ein Tiefdruckgebiet mit seiner Kalt- oder auch Warmfront auf eine kalte Luftmasse trifft. Durch Aufgleiten kommt es zu Niederschlag, der sich zu Eis umwandelt. Je nachdem, auf welchen Höhen die verschiedenen warmen und kalten Schichten liegen, entstehen dabei die unterschiedlichen Formen des Eisregens. Dabei ist der unterkühlte Regen für Warmfronten charakteristisch.
Der Unterschied der physikalischen Fallunterscheidungen ist, dass der Unterkühlungs-Effekt auch bei Temperaturen über Null Grad vorkommen kann, wohingegen bei gefrierendem Regen schon eine massivere Kältephase vorangegangen ist, denn bei kürzeren Temperaturen knapp unter dem Gefrierpunkt reicht die im Boden gespeicherte Kälte nicht aus, den Regen zum Gefrieren zu bringen. Daher sind Ereignisse unterkühlten Regens wesentlich schwerer vorherzusagen als solche gefrierenden Regens, weil die Ursache Minustemperaturen in höheren Luftschichten sind, wo die Luftbewegungen schneller und schwerer nachvollziehbar sind. Wird hingegen das Eintreffen einer Regenfront nach einer Phase von beispielsweise −10 °C erwartet, kann Glatteis mit hoher Wahrscheinlichkeit vorausgesagt werden.
Die Ereignisse setzten oft sehr unvermittelt ein und führen innerhalb einiger Minuten zu Glatteis und weniger Stunden manchmal zu dicken Eisschichten. Beide Ereignisarten finden oft nur in kleinen Gebieten oder in Strichzonen statt und können auch sehr kurz andauern. Sie sind prinzipiell – wie alle Ereignisse an der Null-Grad-Grenze – oft schlecht genau vorhersagbar und sehr schwer modellierbar.
Ein Neologismus für dieses Phänomen ist seit Anfang der 1990er Jahre der Begriff Blitzeis (vermutlich aufgrund des Überraschungseffektes der oft anfangs nicht sichtbaren Eisschicht), der seitdem übergreifend für jede Form gefrierender Nässe verwendet wird, auch für manche Formen überfrierender Luftfeuchtigkeit oder überfrierenden Nebels, die ebenfalls zu Eisglätte (präzise: Reifglätte) und Eisbruch führen. Diese treten im Unterschied zum Eisregen vornehmlich bei windstillen Verhältnissen auf, wie Tau, und bilden sich vergleichsweise langsam. Charakteristisch ist, dass Eisregen Objekte entweder rundum umhüllt oder Eiszapfen-artig nach unten wächst, Reif aber, wenn es nicht gänzlich windstill ist, auf der windabgewandten Seite waagerechte Fahnen ausbildet.
Bei einzelnen Wettergeschehen können sich die verschiedenen Ablagerungsformen durchaus überlagern und überlappen. Die genaue Abgrenzung der Begrifflichkeiten ist je nach Autor oder Usance ebenfalls verschieden.

## Vorkommen

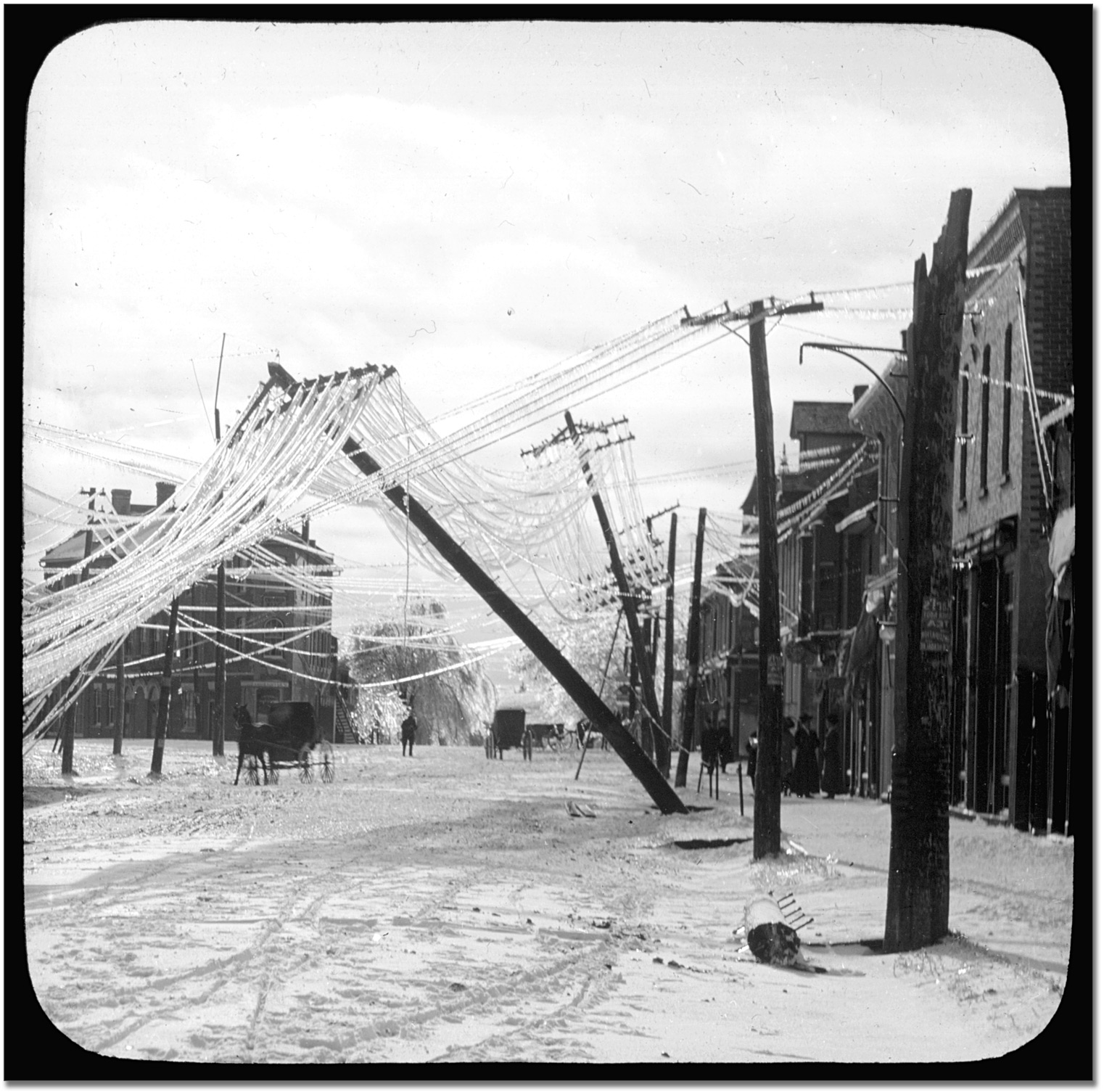
Elora ON, um 1900

Eisregenereignisse sind beispielsweise für die Ostküste Nordamerikas sehr charakteristisch und treten in Ostkanada und Neuengland regelmäßig auf. Hier treffen um Neufundland regelmäßig feuchte Luftmassen und arktisch-kontinentale Kaltluftmassen aufeinander. In Europa hingegen sind solche Ereignisse eine Ausnahmeerscheinung.
Ein großes Problem stellen Eisregenereignisse auch im Flugverkehr dar. Auch hier sind die beiden Fälle des gefrierenden und des unterkühlten Regens ein Problem: Zum einen sind Flugzeuge durch die große Flughöhe selbst schon stark ausgekühlt, also auf Eisbeschlag gefährdet. Beim unterkühlten Regen kann das Flugzeug denselben mechanischen Ausfrierauslöser darstellen wie der Aufprall der Regentropfen auf den Erdboden, so dass sogar im Landeanflug eine blitzartige Vereisung möglich ist, die das Flugverhalten empfindlich stört. Daher spricht man in Flugverkehr meist von Klareis als Problematik.
Im Hochgebirge ist Eisregen von Bergsteigern gefürchtet, weil er selbst einfachste Wege völlig ungangbar macht.

## Liste von Eisregenereignissen

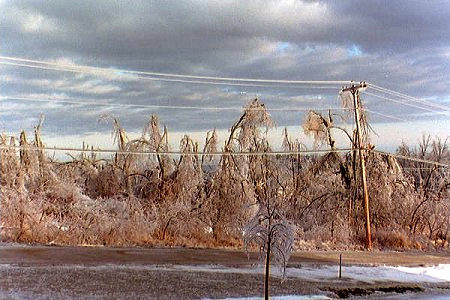
Schadensbild des Great Ice Storm 1998 (Portland ME)

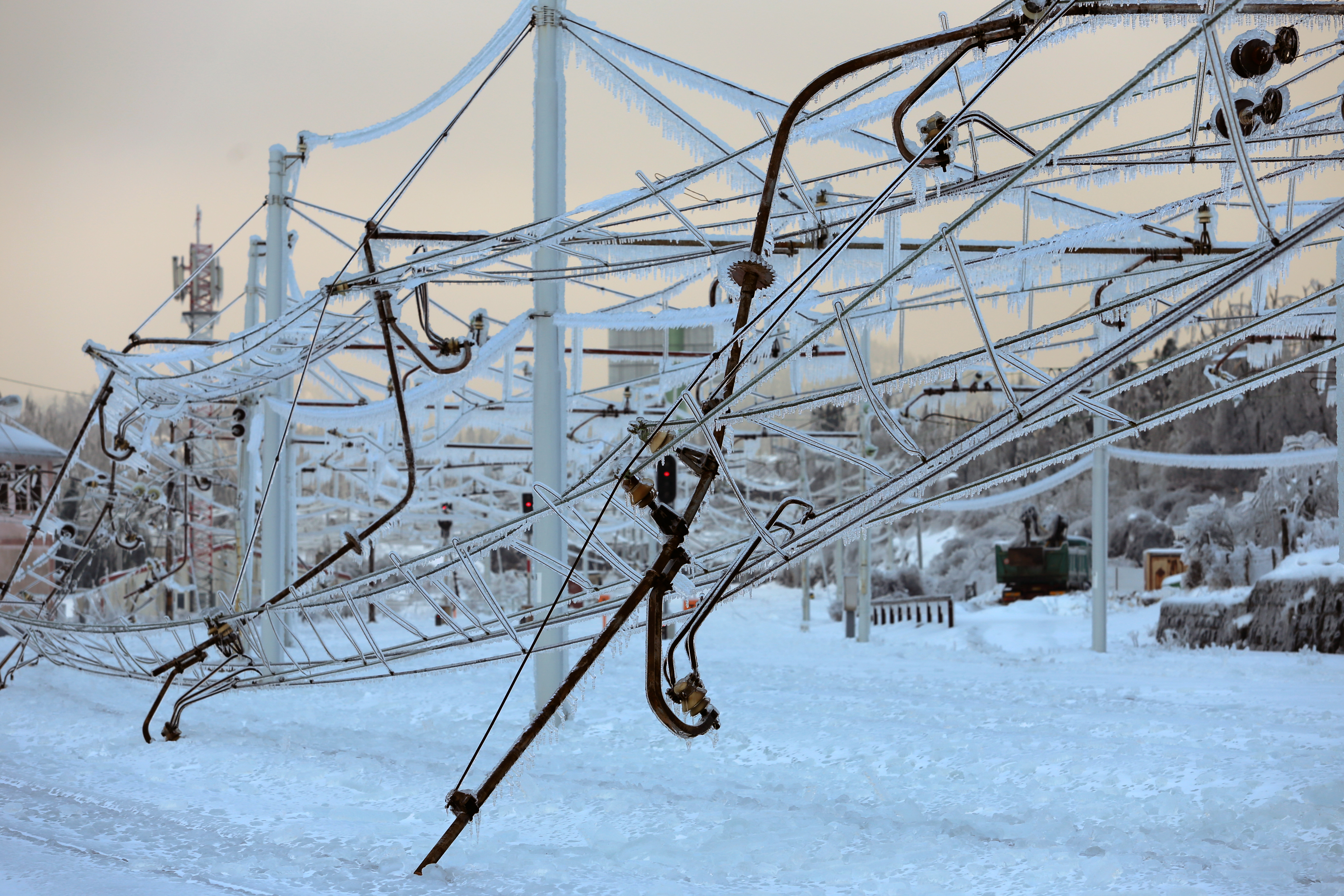
Beschädigte Bahn-Fahrleitung nach dem Februar 2014 (Postojna SI)

- März 1987: Rosenmontagseisregen in den Niederlanden, Deutschland und Österreich
- Februar 1994: Eissturm in Mississippi, Tennessee und Alabama mit über 1 Mrd. $ Schaden
- American Eagle Flug 4184,[7] Oktober 1994: Absturz durch Eisregen mit 68 Opfern.
- Januar 1998: Great Ice Storm[8] in Ostkanada und Neuengland, um die 6 Mrd. $ Schaden
- Februar 2014: Mittelmeertief „Mayla“, schwerste Infrastrukturschäden in Slowenien
- Dezember 2014: Mittelmeertief „Medea“, von Böhmen bis Ungarn